# King Buzzo (álbum)
King Buzzo es un EP en solitario del guitarrista de Melvins, Buzz Osborne, fue lanzado en 1992 a través de Boner Records. Osborne reclutó al batería de Nirvana Dave Grohl para el proyecto el cual aparece en los créditos con el pseudónimo "Dale Nixon", el mismo que usó Greg Ginn para tocar el bajo con Black Flag en el disco My War.
Ni el propio Osborne aparece en la canción "Skeeter", que es una remezcla de la canción "Just Another Story About Skeeter Thompson" grabada por Grohl el 23 de diciembre de 1990 para su disco solista titulado Pocketwatch. Skeeter Thompson era el bajista de Scream una de las exbandas de Grohl.
El arte de tapa es una parodia del álbum homónimo "Gene Simmons" de 1978

## Lista de canciones
- Todas las canciones compuestas por Buzz Osborne, excepto donde se indique lo contrario.

| N.º | Título     | Escritor(es) | Duración |  |
| 1.  | «Isabella» |              | 3:15     |  |
| 2.  | «Porg»     |              | 4:02     |  |
| 3.  | «Annum»    |              | 4:29     |  |
| 4.  | «Skeeter»  | Grohl        | 2:03     |  |

## Personal
- Buzz Osborne - voz, guitarra, bajo eléctrico, productor
- Dave Grohl - voz, guitarra, bajo, batería, productor
- Barrett Jones - productor, ingeniero de sonido
- Harvey Bennett Stafford - portada